# Escut de Sorita
L'escut oficial de Sorita té el següent blasonament:
| « | Escut quadrilong de punta redona. En camper de gules, dues torres torrejades d'or, maçonades i aclarides de sable, acostades cadascuna en el seu flanc exterior d'un ca rampant de sable. Per timbre, una corona reial oberta. | » |

## Història
Resolució del 9 de juliol de 1996, del conseller de Presidència. Publicat en el DOGV núm. 2.837, del 30 de setembre de 1996.
Es tracta de l'escut tradicional de la vila, usat si més no des del segle xix.